# Tinjan, Istrska županija
Tinjan (italijansko Antignana d'Istria) je naselje na Hrvaškem,  sedež istoimenske občine, ki upravno spada pod Istrsko županijo.

## Lega
Tinjan leži okoli 11 km oddaljen od Pazina na nadmorski višini 309 m ob cesti Poreč-Baderna-Pazin-Reka.

## Zgodovina
V starih listinah se Tinjan prvič omenja leta 1177 kot župa Antoniana, ki je bila podeljena v last pazinskemu knezu, od 14. stoletja pa je bil tudi uradno del pazinske kneževine. Tedaj se je Tinjan obdal z obrambnim zidom in obrambnimi stolpi ter je postal obmejna utrdba proti beneškemu Svetemu Lovreču Pazanatičkemu. Po podatkih iz pazinskega urbarja iz leta 1578 je imel tedaj Tinjan status mesta. V spopadih, ki so potekali med leti 1615 do 1617, so Benečani porušili obrambne zidove.  V kraju stojita dve cerkvi. Na pokopališču stoji cerkev sv. Križa postavljena v 13. stoletju. Župnijska cerkev sv. Šimuna i Jude Tadeja pa je bila postavljena koncem 18. stoletja v neoklasicitičnem slogu s primesmi baroka in rokokoja.
Tinjan, popis 1991; skupaj: 435

## Demografija
| Pregled števila prebivalcev po letih | Pregled števila prebivalcev po letih | Pregled števila prebivalcev po letih | Pregled števila prebivalcev po letih | Pregled števila prebivalcev po letih | Pregled števila prebivalcev po letih | Pregled števila prebivalcev po letih | Pregled števila prebivalcev po letih | Pregled števila prebivalcev po letih | Pregled števila prebivalcev po letih | Pregled števila prebivalcev po letih | Pregled števila prebivalcev po letih | Pregled števila prebivalcev po letih | Pregled števila prebivalcev po letih | Pregled števila prebivalcev po letih |
| ------------------------------------ | ------------------------------------ | ------------------------------------ | ------------------------------------ | ------------------------------------ | ------------------------------------ | ------------------------------------ | ------------------------------------ | ------------------------------------ | ------------------------------------ | ------------------------------------ | ------------------------------------ | ------------------------------------ | ------------------------------------ | ------------------------------------ |
| 1857                                 | 1869                                 | 1880                                 | 1890                                 | 1900                                 | 1910                                 | 1921                                 | 1931                                 | 1948                                 | 1953                                 | 1961                                 | 1971                                 | 1981                                 | 1991                                 | 2001                                 |
| 1391                                 | 1438                                 | 656                                  | 684                                  | 702                                  | 787                                  | 1825                                 | 1636                                 | 641                                  | 631                                  | 538                                  | 481                                  | 461                                  | 435                                  | 396                                  |